# Cultivo de células de insecto

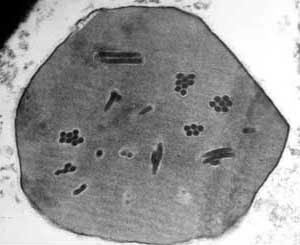
Micrografía electrónica de nucleopoliedrovirus. El cultivo de baculovirus es una de las principales aplicaciones del cultivo de células de insecto

El cultivo de células de insecto consiste en la manutención de líneas celulares de insecto en condiciones controladas de laboratorio. Se trata de un cultivo celular especial, cuya principal aplicación consiste en el cultivo de baculovirus de cara a la expresión y purificación de proteína recombinante.

## Historia
En la primera parte del siglo XX, entomólogos de diversos campos de estudio soñaban con poder usar células de insecto in vitro como una herramienta de trabajo:
- Richard Goldschmidt a principios del siglo XX colocó espermatocistos de la polilla Cecropia en un medio de cultivo para observar el desarrollo de espermatozoides.

- Rudolf Glaser y J. W. Chapman investigaron la progresión de enfermedades de plantas provocadas por virus de mosquitos en hemocitos.

En estos primeros ensayos, se usaba como medio de cultivo una solución salina simplemente, por lo que los cultivos solo duraban algunos días. Un gran adelanto ocurrió en la década de los 60 cuando Grace establece de forma exitosa cultivos de células de insecto gracias a un medio de cultivo específico. A partir de este momento, se han estabilizado unas 500 líneas celulares de unas 100 especies diferentes de insecto.
La importancia del cultivo de estas líneas celulares radica en su aplicación en la expresión de gran cantidad de proteínas recombinantes mediante el desarrollo del vector de expresión de baculovirus.

## Líneas celulares
- Sf9: deriva de las células IPLB-Sf21-AE de Spodoptera frugiperda. Las células Sf9 se adaptan al cultivo en suspensión en medio X‐press para la expresión transitoria o mantenida de proteína recombinante. Su tiempo de duplicación es de 18-30 h. hasta una densidad máxima de 8-12 × 106 células/ml. Se mantienen en cultivo en suspensión para la propagación de baculovirus y producción de proteínas recombinantes o cultivo en monocapa para cotransfección o ensayos en placa para la purificación de baculovirus recombinantes. Pueden ser criopreservadas.

- Tni: las células High Five (BTI-TN-5B1-4) derivan de la línea celular de Trichoplusia ni. Estas células son utilizadas para la obtención de proteínas recombinantes cuando se usa el sistema de expresión basado en baculovirus. Además, al igual que las Sf9, pueden crecer en medio X‐press en cultivos en monocapa, y menos eficientemente en suspensión.

## Cotransfección (baculovirus)
Con el fin de conseguir baculovirus recombinantes se realiza la cotransfección de células Sf9 con el plásmido pAcGP67-C (este plásmido contiene la secuencia señal gp67 que permite su liberación extracelular), que contiene el gen de interés insertado, junto al DNA del virus linealizado. Para ello se sigue el protocolo de transfección BD BaculoGold. Las propiedades de los baculovirus generados son:
- Modificaciones post-traduccionales. La elevada producción de proteína en ocasiones reduce su nivel de modificación postrascripcional.
- Altos niveles de expresión (hasta 50%)
- Realización de splicing
- Expresión simultánea de múltiples genes
- Localización de las proteínas como la original
- Simplicidad
- Permite insertos largos
- La proteína recombinante está bien plegada y es funcional.
- La purificación es sencilla si es extracelular: ausencia de proteínas en el medio (6xHis)

Después de la cotransfección o de la purificación de virus, el baculovirus recombinante debe ser amplificado para obtener un elevado título de virus en la disolución que permite la adecuada infección de las células de insecto y expresión de proteína recombinante en dichas células.

## Producción de VLPs
Una aplicación importante en la producción de proteínas recombinantes es la obtención de partículas virales que carecen de material genético y por lo tanto no son infectivas (partículas similares a virus o VLPs).
Se ha descrito la obtención de partículas virales del virus de la hepatitis C en células de insecto mediante la inserción del cDNA de la proteína del core o envuelta (C) y de las glicoproteínas de la superficie E1 y E2. Las tres aparecen seguidas en el genoma de RNA del virus que codifica para una poliproteína que se escinde por diversas proteasas celulares dando lugar a las diferentes proteínas aisladas. Las tres forman parte de las denominadas proteínas
estructurales junto con p7.
La cotransfección con la construcción que contiene las tres proteínas en presencia o ausencia de p7 revelan los mismos resultados: aparición de partículas virales detectables por anticuerpos contra las tres proteínas así como por sueros de pacientes HCV positivos. Por microscopía electrónica se observa la localización de estas partículas en vacuolas. El aislamiento y purificación de las VLPs mediante gradiente de sacarosa permite la obtención de partículas puras que facilitan el estudio detallado de la estructura de estas proteínas en su conformación nativa así como los posibles mecanismos de fusión que median la capacidad infectiva de los virus. Además, se ha detectado presencia de RNA en el interior de estas estructuras, lo cual revela la capacidad de formación de partículas virales con su correspondiente información
genética.